# Matija Frkić
Matija Frkić (Veglia 1583 - Padoue 1669), lat. Matthaeus Ferchius, ital. Matteo Ferchie ou Ferchio est un philosophe et théologien scotiste d'origine croate, actif en Italie au début du XVIIe siècle.

## Biographie
Matija Frkić entra dans l'Ordre conventuel en 1591 et fit sa profession en 1599. Il entra en 1608 au Collège Saint Bonaventure de Rome et y obtint son doctorat en 1611. Il fut ensuite régent du Studium de Rimini (1611-1617), puis de celui du couvent de Santa Maria Gloriosa dei Frari de Venise (1617). La même année, le ministre général Giacomo Montanari le prit pour compagnon lors de son voyage au nord des Alpes. En 1618, il fut élu provincial de Bourgogne, mais il continua à voyager avec le ministre général, laissant un commissaire à Dijon, et participa à la reconnaissance du corps de Jean Duns Scot le 6 janvier 1619. Retourné ensuite à son provincialat, il l'interrompit en 1620 pour participer au chapitre général en Italie. Il fut ensuite élu regent du Studium de Bologne (1620-1623), puis en compagnie de Francesco Antonio Biondi, il fut intégré à la province de Bologne et affilié au couvent d'Imola. Assistant de l'ordre (1623-25), il participa activement à la rédaction des nouvelles constitutions, il fut finalement appelé en 1629 à la chaire de métaphysique in via Scoti de l'Université de Padoue, comme successeur de Ottaviano Strambiati. En 1631, il fut promu à celle de théologie, en succession de Filippo Fabri. Il entra également en 1629 au collège des théologiens, dont il fut le doyen en 1639, 1652 et 1663. Il resta à Padoue jusqu'à sa mort, enseignant la théologie jusqu'en 1665. Il devint ainsi une figure influente de l'école scotiste padouane, et s'illustra en particulier à travers une polémique tenace avec Bartolomeo Mastri et Bonaventura Belluto au sujet de l'interprétation de différents points de la doctrine de Duns Scot.

## Œuvres
- Apologiae pro Ioanne Duns Scoto doctore subtili libri tres : in Ioannem Fridericum Matenesium, in Abrahamum Bzouium Polonum, in Paulum Iouium Nouocomensem, Bologne, typ. Sebastiano Bonomii, 1620.
- Vita Ioannis Dunsii Scoti, Bologne, typis N. Tebaldini, 1622 ; Naples, typ. Giandomenico Roncalioli, 1629.
- Istri seu Danubii ortus aliorumque fluminum ab Aristotele in primo Meteoro inductorum. Accessit Lacus Asphaltitis confirmatio, Padoue, ex typ. B. Carectoni, 1632.
- Vestigationes peripateticae, Padoue, typ. P. Frambotti, 1639.
- De Fabulis palaestini stagni ad aures Aristotelis, peripateticorum principis, Padoue, typ. Giambattista Pasquati, 1641.
- Osservationi sopra il Goffredo del signor Torquato Tasso, Padoue, typ. Giambattista Pasquati, 1642.
- De Personis producentibus Spiritum Sanctum, Padoue, 1644 [?].
- De Cælesti substantia et ejus ortu ac motu in sententia Anaxagoræ. (Anaxagoræ vita), ed. P.M. Rusca, Venise, 1646.
- Defensio vestigationum peripateticorum ab offensionibus Belluti et Mastrii, Padoue, typ. Giambattista Pasquati, 1646.
- Epitome theologicum M.F. Veglensis ... ex Magistro Sententiarum et ... Jo. Scoto, a M.P.M. Rusca ... evulgatum, 4 vol., Padoue, 1647.
- Oratio in Ioannem Dunsium Scotum Doctorem Subtilem declamata in Universitate Patavina die tertia novembris 1634, ed. Antonino Poppi, "La santità di Giovanni Duns Scoto nel solco di Francesco d'Assisi e Antonio di Padova", Il Santo. Rivista antoniana di storia, dottrina, arte 33/1 (1993), 121-133.